# Baraf
Baraf (ou Barafe) est un village du Sénégal situé en Basse-Casamance, au sud de Ziguinchor, non loin de la frontière avec la Guinée-Bissau. Il fait partie de la communauté rurale de Niaguis, dans l'arrondissement de Niaguis, le département de Ziguinchor et la région de Ziguinchor.
Lors du dernier recensement (2002), la localité comptait 489 personnes et 68 ménages.